# Televisión Arquidiocesana (Guatemala)
Televisión Arquidiocesana, también conocido inicialmente como Canal 63, es un canal de televisión abierta guatemalteco, de programación religiosa, operado por la Arquidiócesis de Santiago de Guatemala.

## Historia
Fundación
A finales de los años 90 por iniciativa del Monseñor Próspero Penados del Barrio y apoyado por laicos, iniciaron con el proyecto a través de la señal UHF, contando con programación de 3 horas al día, teniendo como primer director al Sr. Roberto Mendizábal.
Más tarde, el canal sale al aire bajo la dirección del Pr. Hipólito Choy con el nombre de Tele fe, luego cambió a "Telemisión"  y posteriormente a "Televisión Arquidiocesana". No fue hasta en octubre de 2005 bajo iniciativa del Monseñor Rodolfo Cardenal Quezada Toruño que el canal comienza sus transmisiones en el canal 63 en UHF.
En 2014 nombran como director al Pbro. Manuel Abac, quien junto al ingeniero Estuardo Morales comienzan con la señal satelital. No fue hasta 2016 que se lanza la señal digital lo que permitió su traslado de emisión de señal analógica a digital.